# Bobocica, Cantemir
Bobocica este un sat în cadrul comunei Enichioi, raionul Cantemir, Republica Moldova.

## Demografie

### Structura etnică
Structura etnică a localității conform recensământului populației din 2004:
| Grup etnic                    | Populație | % Procentaj |
| ----------------------------- | --------- | ----------- |
| Băștinași declarați Moldoveni | 331       | 96,22%      |
| Găgăuzi                       | 6         | 1,74%       |
| Bulgari                       | 3         | 0,87%       |
| Ruși                          | 2         | 0,58%       |
| Alții                         | 2         | 0,58%       |
| Total                         | 344       |             |